# Az Osztrák–Magyar Monarchia külügyminiszterei
Az Osztrák–Magyar Monarchia közös külügyminisztériuma (Ministerium des kaiserlichen und königlichen Hauses und des Äußern) egyike volt a kiegyezés eredményeként 1867-ben létrejött három közös minisztériumnak. Feladata Magyarország és Ausztria közös külképviseletének ellátása volt. A minisztérium, illetve a miniszteri tisztség a Monarchia megszűnéséig létezett. A magyar történetírás ifjabb gróf Andrássy Gyulát, míg az osztrák Ludwig von Flotow bárót tartja az utolsó közös külügyminiszternek (németül: Außenminister).

## Habsburg Birodalom (1804 előtt)
- Báró Johann Christoph von Bartenstein (1727–1753)
- Anton Corfiz von Ulfeldt (1742–1753)
- Gróf Wenzel Anton von Kaunitz-Rietberg (1753–1792)
- Gróf Philipp von Cobenzl (1792–1793)
- Báró Franz Maria von Thugut (1793–1800)
- Gróf Ferdinand von Trauttmansdorff (1800–1801)
- Gróf Johann Ludwig von Cobenzl (1801–1804)

## Osztrák Császárság (1804–1867)
- Gróf Johann Ludwig von Cobenzl (1804–1805)
- Gróf Johann Philipp von Stadion-Warthausen (1805–1809)
- Herceg Klemens Wenzel von Metternich-Winneburg (1809–1848)
- Gróf Karl Ludwig von Ficquelmont (1848)
- Báró Johann Philipp von Wessenberg-Ampringen (1848)
- Herceg Felix zu Schwarzenberg (1848–1852)
- Gróf Karl Ferdinand von Buol-Schauenstein (1852–1859)
- Gróf Johann Bernhard von Rechberg-Rothenlöwen (1859–1864)
- Gróf Alexander von Mensdorff-Pouilly (1864–1866)
- Gróf Friedrich Ferdinand von Beust (1866–1867)

## Osztrák–Magyar Monarchia (1867–1918)
| Név | Portré       | Hivatal kezdete    | Hivatal vége       | Uralkodó         |
| --- | ------------ | ------------------ | ------------------ | ---------------- |
| gróf Friedrich Ferdinand von Beust (1809. január 13. – 1886. október 24.) Ausztria–Magyarország 1. külügyminisztere |              | 1867. december 24. | 1871. november 14. | I. Ferenc József |
| Id. gróf Andrássy Gyula (1823. március 8. – 1890. február 18.) Ausztria–Magyarország 2. külügyminisztere            |              | 1871. november 14. | 1879. október 2.   | I. Ferenc József |
| báró Heinrich Karl von Haymerle (1828. december 7. – 1881. október 10.) Ausztria–Magyarország 3. külügyminisztere   |              | 1879. október 2.   | 1881. október 10.  | I. Ferenc József |
| Szlávy József (1818. november 23. – 1900. augusztus 8.) pénzügyminiszterként ideiglenesen                           |              | 1881. október 12.  | 1881. november 20. | I. Ferenc József |
| gróf Kálnoky Gusztáv (1832. december 29. – 1898. február 13.) Ausztria–Magyarország 4. külügyminisztere             |              | 1881. november 20. | 1895. május 16.    | I. Ferenc József |
| Ifj. gróf Agenor Gołuchowski (1849. március 25. – 1921. március 28.) Ausztria–Magyarország 5. külügyminisztere      |              | 1895. május 16.    | 1906. október 24.  | I. Ferenc József |
| gróf Alois Lexa von Aehrenthal (1854. szeptember 27. – 1912. február 17.) Ausztria–Magyarország 6. külügyminisztere |              | 1906. október 24.  | 1912. február 17.  | I. Ferenc József |
| gróf Leopold von Berchtold (1863. április 18. – 1942. november 21.) Ausztria–Magyarország 7. külügyminisztere       |              | 1912. február 17.  | 1915. január 13.   | I. Ferenc József |
| gróf Burián István (1851. január 16. – 1922. október 20.) Ausztria–Magyarország 8. külügyminisztere                 |              | 1915. január 13.   | 1916. december 22. | I. Ferenc József |
| gróf Burián István (1851. január 16. – 1922. október 20.) Ausztria–Magyarország 8. külügyminisztere                 | I/IV. Károly | 1915. január 13.   | 1916. december 22. |                  |
| gróf Ottokar Czernin (1872. szeptember 26. – 1932. április 4.) Ausztria–Magyarország 9. külügyminisztere            |              | 1916. december 22. | 1918. április 16.  |                  |
| gróf Burián István (1851. január 16. – 1922. október 20.) Ausztria–Magyarország 10. külügyminisztere                |              | 1918. április 16.  | 1918. október 24.  |                  |
| Ifj. gróf Andrássy Gyula (1860. június 30. – 1929. június 11.) Ausztria–Magyarország 11. külügyminisztere           |              | 1918. október 24.  | 1918. november 2.  |                  |